# 1773
Portal Geschichte | Portal Biografien | Aktuelle Ereignisse | Jahreskalender | Tagesartikel

◄ |
17. Jahrhundert |
18. Jahrhundert
| 19. Jahrhundert | ►

◄ |
1740er |
1750er |
1760er |
1770er
| 1780er | 1790er | 1800er | ►

◄◄ |
◄ |
1769 |
1770 |
1771 |
1772 |
1773
| 1774 | 1775 | 1776 | 1777 | ► | ►►
Staatsoberhäupter  · Nekrolog · Kunstjahr · Literaturjahr · Musikjahr
| Januar | Januar | Januar | Januar | Januar | Januar | Januar | Januar |
| Kw     | Mo     | Di     | Mi     | Do     | Fr     | Sa     | So     |
| ------ | ------ | ------ | ------ | ------ | ------ | ------ | ------ |
| 53     |        |        |        |        | 1      | 2      | 3      |
| 1      | 4      | 5      | 6      | 7      | 8      | 9      | 10     |
| 2      | 11     | 12     | 13     | 14     | 15     | 16     | 17     |
| 3      | 18     | 19     | 20     | 21     | 22     | 23     | 24     |
| 4      | 25     | 26     | 27     | 28     | 29     | 30     | 31     |

| Februar | Februar | Februar | Februar | Februar | Februar | Februar | Februar |
| Kw      | Mo      | Di      | Mi      | Do      | Fr      | Sa      | So      |
| ------- | ------- | ------- | ------- | ------- | ------- | ------- | ------- |
| 5       | 1       | 2       | 3       | 4       | 5       | 6       | 7       |
| 6       | 8       | 9       | 10      | 11      | 12      | 13      | 14      |
| 7       | 15      | 16      | 17      | 18      | 19      | 20      | 21      |
| 8       | 22      | 23      | 24      | 25      | 26      | 27      | 28      |

| März | März | März | März | März | März | März | März |
| Kw   | Mo   | Di   | Mi   | Do   | Fr   | Sa   | So   |
| ---- | ---- | ---- | ---- | ---- | ---- | ---- | ---- |
| 9    | 1    | 2    | 3    | 4    | 5    | 6    | 7    |
| 10   | 8    | 9    | 10   | 11   | 12   | 13   | 14   |
| 11   | 15   | 16   | 17   | 18   | 19   | 20   | 21   |
| 12   | 22   | 23   | 24   | 25   | 26   | 27   | 28   |
| 13   | 29   | 30   | 31   |      |      |      |      |

| April | April | April | April | April | April | April | April |
| Kw    | Mo    | Di    | Mi    | Do    | Fr    | Sa    | So    |
| ----- | ----- | ----- | ----- | ----- | ----- | ----- | ----- |
| 13    |       |       |       | 1     | 2     | 3     | 4     |
| 14    | 5     | 6     | 7     | 8     | 9     | 10    | 11    |
| 15    | 12    | 13    | 14    | 15    | 16    | 17    | 18    |
| 16    | 19    | 20    | 21    | 22    | 23    | 24    | 25    |
| 17    | 26    | 27    | 28    | 29    | 30    |       |       |

| Mai | Mai | Mai | Mai | Mai | Mai | Mai | Mai |
| Kw  | Mo  | Di  | Mi  | Do  | Fr  | Sa  | So  |
| --- | --- | --- | --- | --- | --- | --- | --- |
| 17  |     |     |     |     |     | 1   | 2   |
| 18  | 3   | 4   | 5   | 6   | 7   | 8   | 9   |
| 19  | 10  | 11  | 12  | 13  | 14  | 15  | 16  |
| 20  | 17  | 18  | 19  | 20  | 21  | 22  | 23  |
| 21  | 24  | 25  | 26  | 27  | 28  | 29  | 30  |
| 22  | 31  |     |     |     |     |     |     |

| Juni | Juni | Juni | Juni | Juni | Juni | Juni | Juni |
| Kw   | Mo   | Di   | Mi   | Do   | Fr   | Sa   | So   |
| ---- | ---- | ---- | ---- | ---- | ---- | ---- | ---- |
| 22   |      | 1    | 2    | 3    | 4    | 5    | 6    |
| 23   | 7    | 8    | 9    | 10   | 11   | 12   | 13   |
| 24   | 14   | 15   | 16   | 17   | 18   | 19   | 20   |
| 25   | 21   | 22   | 23   | 24   | 25   | 26   | 27   |
| 26   | 28   | 29   | 30   |      |      |      |      |

| Juli | Juli | Juli | Juli | Juli | Juli | Juli | Juli |
| Kw   | Mo   | Di   | Mi   | Do   | Fr   | Sa   | So   |
| ---- | ---- | ---- | ---- | ---- | ---- | ---- | ---- |
| 26   |      |      |      | 1    | 2    | 3    | 4    |
| 27   | 5    | 6    | 7    | 8    | 9    | 10   | 11   |
| 28   | 12   | 13   | 14   | 15   | 16   | 17   | 18   |
| 29   | 19   | 20   | 21   | 22   | 23   | 24   | 25   |
| 30   | 26   | 27   | 28   | 29   | 30   | 31   |      |

| August | August | August | August | August | August | August | August |
| Kw     | Mo     | Di     | Mi     | Do     | Fr     | Sa     | So     |
| ------ | ------ | ------ | ------ | ------ | ------ | ------ | ------ |
| 30     |        |        |        |        |        |        | 1      |
| 31     | 2      | 3      | 4      | 5      | 6      | 7      | 8      |
| 32     | 9      | 10     | 11     | 12     | 13     | 14     | 15     |
| 33     | 16     | 17     | 18     | 19     | 20     | 21     | 22     |
| 34     | 23     | 24     | 25     | 26     | 27     | 28     | 29     |
| 35     | 30     | 31     |        |        |        |        |        |

| September | September | September | September | September | September | September | September |
| Kw        | Mo        | Di        | Mi        | Do        | Fr        | Sa        | So        |
| --------- | --------- | --------- | --------- | --------- | --------- | --------- | --------- |
| 35        |           |           | 1         | 2         | 3         | 4         | 5         |
| 36        | 6         | 7         | 8         | 9         | 10        | 11        | 12        |
| 37        | 13        | 14        | 15        | 16        | 17        | 18        | 19        |
| 38        | 20        | 21        | 22        | 23        | 24        | 25        | 26        |
| 39        | 27        | 28        | 29        | 30        |           |           |           |

| Oktober | Oktober | Oktober | Oktober | Oktober | Oktober | Oktober | Oktober |
| Kw      | Mo      | Di      | Mi      | Do      | Fr      | Sa      | So      |
| ------- | ------- | ------- | ------- | ------- | ------- | ------- | ------- |
| 39      |         |         |         |         | 1       | 2       | 3       |
| 40      | 4       | 5       | 6       | 7       | 8       | 9       | 10      |
| 41      | 11      | 12      | 13      | 14      | 15      | 16      | 17      |
| 42      | 18      | 19      | 20      | 21      | 22      | 23      | 24      |
| 43      | 25      | 26      | 27      | 28      | 29      | 30      | 31      |

| November | November | November | November | November | November | November | November |
| Kw       | Mo       | Di       | Mi       | Do       | Fr       | Sa       | So       |
| -------- | -------- | -------- | -------- | -------- | -------- | -------- | -------- |
| 44       | 1        | 2        | 3        | 4        | 5        | 6        | 7        |
| 45       | 8        | 9        | 10       | 11       | 12       | 13       | 14       |
| 46       | 15       | 16       | 17       | 18       | 19       | 20       | 21       |
| 47       | 22       | 23       | 24       | 25       | 26       | 27       | 28       |
| 48       | 29       | 30       |          |          |          |          |          |

| Dezember | Dezember | Dezember | Dezember | Dezember | Dezember | Dezember | Dezember |
| Kw       | Mo       | Di       | Mi       | Do       | Fr       | Sa       | So       |
| -------- | -------- | -------- | -------- | -------- | -------- | -------- | -------- |
| 48       |          |          | 1        | 2        | 3        | 4        | 5        |
| 49       | 6        | 7        | 8        | 9        | 10       | 11       | 12       |
| 50       | 13       | 14       | 15       | 16       | 17       | 18       | 19       |
| 51       | 20       | 21       | 22       | 23       | 24       | 25       | 26       |
| 52       | 27       | 28       | 29       | 30       | 31       |          |          |

| Januar | Januar | Januar | Januar | Januar | Januar | Januar | Januar |
| Kw     | Mo     | Di     | Mi     | Do     | Fr     | Sa     | So     |
| ------ | ------ | ------ | ------ | ------ | ------ | ------ | ------ |
| 53     |        |        |        |        | 1      | 2      | 3      |
| 1      | 4      | 5      | 6      | 7      | 8      | 9      | 10     |
| 2      | 11     | 12     | 13     | 14     | 15     | 16     | 17     |
| 3      | 18     | 19     | 20     | 21     | 22     | 23     | 24     |
| 4      | 25     | 26     | 27     | 28     | 29     | 30     | 31     |

| Februar | Februar | Februar | Februar | Februar | Februar | Februar | Februar |
| Kw      | Mo      | Di      | Mi      | Do      | Fr      | Sa      | So      |
| ------- | ------- | ------- | ------- | ------- | ------- | ------- | ------- |
| 5       | 1       | 2       | 3       | 4       | 5       | 6       | 7       |
| 6       | 8       | 9       | 10      | 11      | 12      | 13      | 14      |
| 7       | 15      | 16      | 17      | 18      | 19      | 20      | 21      |
| 8       | 22      | 23      | 24      | 25      | 26      | 27      | 28      |

| März | März | März | März | März | März | März | März |
| Kw   | Mo   | Di   | Mi   | Do   | Fr   | Sa   | So   |
| ---- | ---- | ---- | ---- | ---- | ---- | ---- | ---- |
| 9    | 1    | 2    | 3    | 4    | 5    | 6    | 7    |
| 10   | 8    | 9    | 10   | 11   | 12   | 13   | 14   |
| 11   | 15   | 16   | 17   | 18   | 19   | 20   | 21   |
| 12   | 22   | 23   | 24   | 25   | 26   | 27   | 28   |
| 13   | 29   | 30   | 31   |      |      |      |      |

| April | April | April | April | April | April | April | April |
| Kw    | Mo    | Di    | Mi    | Do    | Fr    | Sa    | So    |
| ----- | ----- | ----- | ----- | ----- | ----- | ----- | ----- |
| 13    |       |       |       | 1     | 2     | 3     | 4     |
| 14    | 5     | 6     | 7     | 8     | 9     | 10    | 11    |
| 15    | 12    | 13    | 14    | 15    | 16    | 17    | 18    |
| 16    | 19    | 20    | 21    | 22    | 23    | 24    | 25    |
| 17    | 26    | 27    | 28    | 29    | 30    |       |       |

| Mai | Mai | Mai | Mai | Mai | Mai | Mai | Mai |
| Kw  | Mo  | Di  | Mi  | Do  | Fr  | Sa  | So  |
| --- | --- | --- | --- | --- | --- | --- | --- |
| 17  |     |     |     |     |     | 1   | 2   |
| 18  | 3   | 4   | 5   | 6   | 7   | 8   | 9   |
| 19  | 10  | 11  | 12  | 13  | 14  | 15  | 16  |
| 20  | 17  | 18  | 19  | 20  | 21  | 22  | 23  |
| 21  | 24  | 25  | 26  | 27  | 28  | 29  | 30  |
| 22  | 31  |     |     |     |     |     |     |

| Juni | Juni | Juni | Juni | Juni | Juni | Juni | Juni |
| Kw   | Mo   | Di   | Mi   | Do   | Fr   | Sa   | So   |
| ---- | ---- | ---- | ---- | ---- | ---- | ---- | ---- |
| 22   |      | 1    | 2    | 3    | 4    | 5    | 6    |
| 23   | 7    | 8    | 9    | 10   | 11   | 12   | 13   |
| 24   | 14   | 15   | 16   | 17   | 18   | 19   | 20   |
| 25   | 21   | 22   | 23   | 24   | 25   | 26   | 27   |
| 26   | 28   | 29   | 30   |      |      |      |      |

| Juli | Juli | Juli | Juli | Juli | Juli | Juli | Juli |
| Kw   | Mo   | Di   | Mi   | Do   | Fr   | Sa   | So   |
| ---- | ---- | ---- | ---- | ---- | ---- | ---- | ---- |
| 26   |      |      |      | 1    | 2    | 3    | 4    |
| 27   | 5    | 6    | 7    | 8    | 9    | 10   | 11   |
| 28   | 12   | 13   | 14   | 15   | 16   | 17   | 18   |
| 29   | 19   | 20   | 21   | 22   | 23   | 24   | 25   |
| 30   | 26   | 27   | 28   | 29   | 30   | 31   |      |

| August | August | August | August | August | August | August | August |
| Kw     | Mo     | Di     | Mi     | Do     | Fr     | Sa     | So     |
| ------ | ------ | ------ | ------ | ------ | ------ | ------ | ------ |
| 30     |        |        |        |        |        |        | 1      |
| 31     | 2      | 3      | 4      | 5      | 6      | 7      | 8      |
| 32     | 9      | 10     | 11     | 12     | 13     | 14     | 15     |
| 33     | 16     | 17     | 18     | 19     | 20     | 21     | 22     |
| 34     | 23     | 24     | 25     | 26     | 27     | 28     | 29     |
| 35     | 30     | 31     |        |        |        |        |        |

| September | September | September | September | September | September | September | September |
| Kw        | Mo        | Di        | Mi        | Do        | Fr        | Sa        | So        |
| --------- | --------- | --------- | --------- | --------- | --------- | --------- | --------- |
| 35        |           |           | 1         | 2         | 3         | 4         | 5         |
| 36        | 6         | 7         | 8         | 9         | 10        | 11        | 12        |
| 37        | 13        | 14        | 15        | 16        | 17        | 18        | 19        |
| 38        | 20        | 21        | 22        | 23        | 24        | 25        | 26        |
| 39        | 27        | 28        | 29        | 30        |           |           |           |

| Oktober | Oktober | Oktober | Oktober | Oktober | Oktober | Oktober | Oktober |
| Kw      | Mo      | Di      | Mi      | Do      | Fr      | Sa      | So      |
| ------- | ------- | ------- | ------- | ------- | ------- | ------- | ------- |
| 39      |         |         |         |         | 1       | 2       | 3       |
| 40      | 4       | 5       | 6       | 7       | 8       | 9       | 10      |
| 41      | 11      | 12      | 13      | 14      | 15      | 16      | 17      |
| 42      | 18      | 19      | 20      | 21      | 22      | 23      | 24      |
| 43      | 25      | 26      | 27      | 28      | 29      | 30      | 31      |

| November | November | November | November | November | November | November | November |
| Kw       | Mo       | Di       | Mi       | Do       | Fr       | Sa       | So       |
| -------- | -------- | -------- | -------- | -------- | -------- | -------- | -------- |
| 44       | 1        | 2        | 3        | 4        | 5        | 6        | 7        |
| 45       | 8        | 9        | 10       | 11       | 12       | 13       | 14       |
| 46       | 15       | 16       | 17       | 18       | 19       | 20       | 21       |
| 47       | 22       | 23       | 24       | 25       | 26       | 27       | 28       |
| 48       | 29       | 30       |          |          |          |          |          |

| Dezember | Dezember | Dezember | Dezember | Dezember | Dezember | Dezember | Dezember |
| Kw       | Mo       | Di       | Mi       | Do       | Fr       | Sa       | So       |
| -------- | -------- | -------- | -------- | -------- | -------- | -------- | -------- |
| 48       |          |          | 1        | 2        | 3        | 4        | 5        |
| 49       | 6        | 7        | 8        | 9        | 10       | 11       | 12       |
| 50       | 13       | 14       | 15       | 16       | 17       | 18       | 19       |
| 51       | 20       | 21       | 22       | 23       | 24       | 25       | 26       |
| 52       | 27       | 28       | 29       | 30       | 31       |          |          |

## Ereignisse

### Politik und Weltgeschehen

#### Russland / Osmanisches Reich
- Nach neuerlichen Überfällen der Tataren auf Grenzposten beschließt die russische Kaiserin Katharina II. im März die Fortführung des Krieges gegen das Osmanische Reich. Am 24. April überbrückt ein russisches Korps unter General Grigori Alexandrowitsch Potjomkin die Donau bei Tulcea und treibt die Osmanen gegen Babadagh zurück. Bis zum Juni kommt es zu mehreren Gefechten beidseits der Donau, ohne dass eine der beiden Seiten entscheidende Erfolge erringen kann.
- 17. September: In Russland beginnt mit der Verkündung eines an die Kosaken der Jaizk-Region gerichteten Manifestes der Pugatschow-Aufstand. Jemeljan Iwanowitsch Pugatschow, der sich als der ermordete Zar Peter III. ausgibt, sammelt eine Gruppe von freiwilligen Kosaken, erobert die Festung Priajitski und mehrere Kosakenstädte und beginnt am 5. Oktober mit der Belagerung von Orenburg.
- Zarin Katharina II. beruft im Oktober den Baschkiren Salawat Julajew, um gegen den Aufstand vorzugehen. Stattdessen läuft er gemeinsam mit der Heeresabteilung der Stadt Sterlitamak zu Pugatschows Belagerungstruppen über. Es strömen zahlreiche Freiwillige zu, sodass Pugatschows Heer bis Ende des Jahres auf rund 15.–25.000 Menschen anwächst. Der Versuch eines Entsatzes von Orenburg wird zurückgeschlagen.
- 29. November: General Alexander Iljitsch Bibikow wird mit der Niederschlagung des Aufstands beauftragt. Er trifft am 26. Dezember in Kasan, einem Zentrum des Aufstandes, ein, hat aber zu wenige Truppen für eine Offensive.

#### Mitteleuropa
- 31. Januar: Friedrich der Große bildet per Dekret die neue Provinz Westpreußen und kann sich damit nun König von Preußen nennen.
- 27. August: Im Vertrag von Zarskoje Selo wird das größte Tauschgeschäft des 18. Jahrhunderts geregelt. Dänemark erhält Holstein, der Lübecker Fürstbischof Friedrich August I. im Gegenzug das kurz darauf geschaffene Herzogtum Oldenburg.
- 18. September: Der polnische König Stanisław August Poniatowski und die Rzeczpospolita einerseits und der preußischen König Friedrich II. anderseits schließen den Warschauer Vertrag, mit dem unter anderem die Pomerellen an Preußen abgetreten werden.
- 14. Oktober: In Polen wird unter König Stanislaus II. August die weltweit erste ministerielle Organisation für Erziehung, Komisja Edukacji Narodowej, eingerichtet, die Hugo Kołłątaj maßgeblich beeinflusst.

#### James Cooks zweite Südseereise

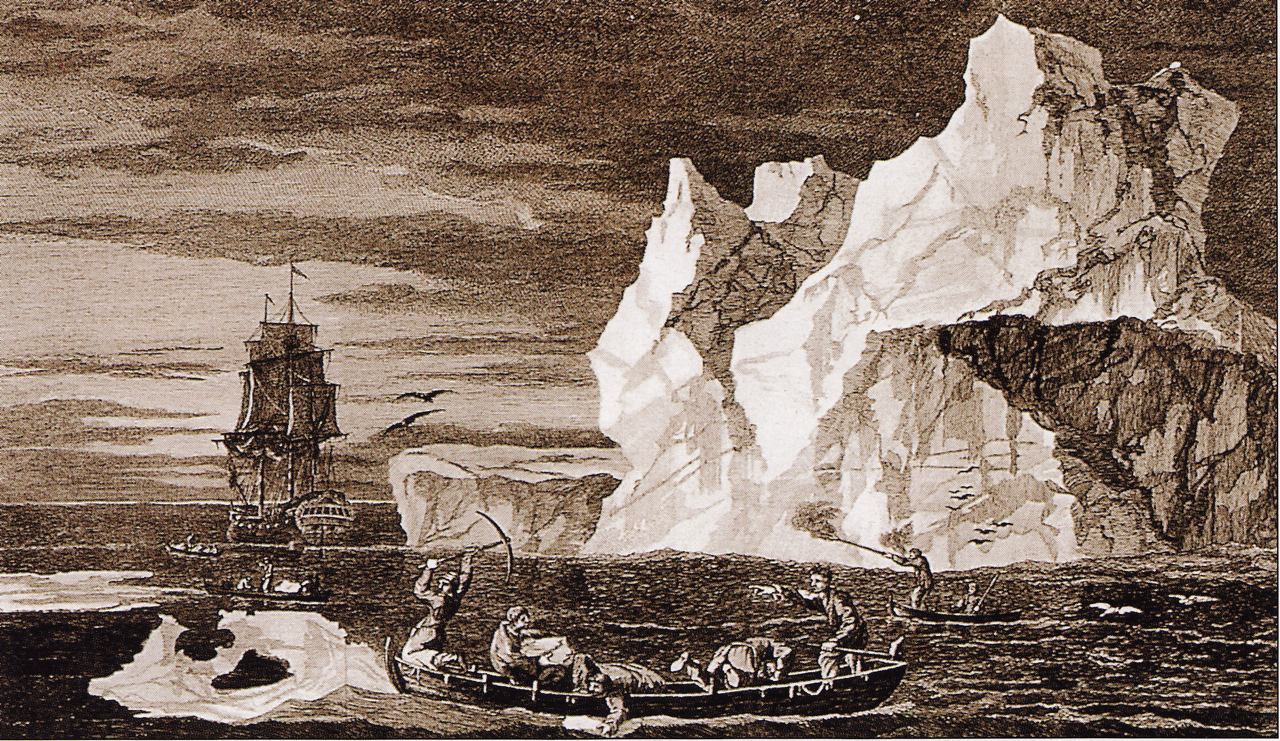
William Hodges, James Cook südlich des Polarkreises, 9. Januar 1773

- 17. Januar: James Cook überquert auf seiner zweiten Südseereise als erster Europäer den Südlichen Polarkreis, muss dann jedoch des undurchdringlichen Eises wegen bei 67° 15' südlicher Breite wenden und steuert wieder in Richtung Nordost. In der Folge segelt Cook mit seinem Schiff Resolution im Zickzack um den 60. Breitengrad, ohne auf einen Kontinent zu stoßen und widerlegt damit die These Alexander Dalrymples über die Existenz einer Terra Australis. Am 18. Mai erreicht die Expedition den neuseeländischen Queen Charlotte Sound, wo man auf das zweite Schiff Adventure trifft, zu dem der Kontakt zwischenzeitlich abgebrochen ist. Während bei Cook in der Zwischenzeit nur zwei leichte Fälle von Skorbut aufgetreten sind, gibt es auf der Adventure, wo man die Diätvorschriften nicht so genau genommen hat, zwanzig schwere Fälle.

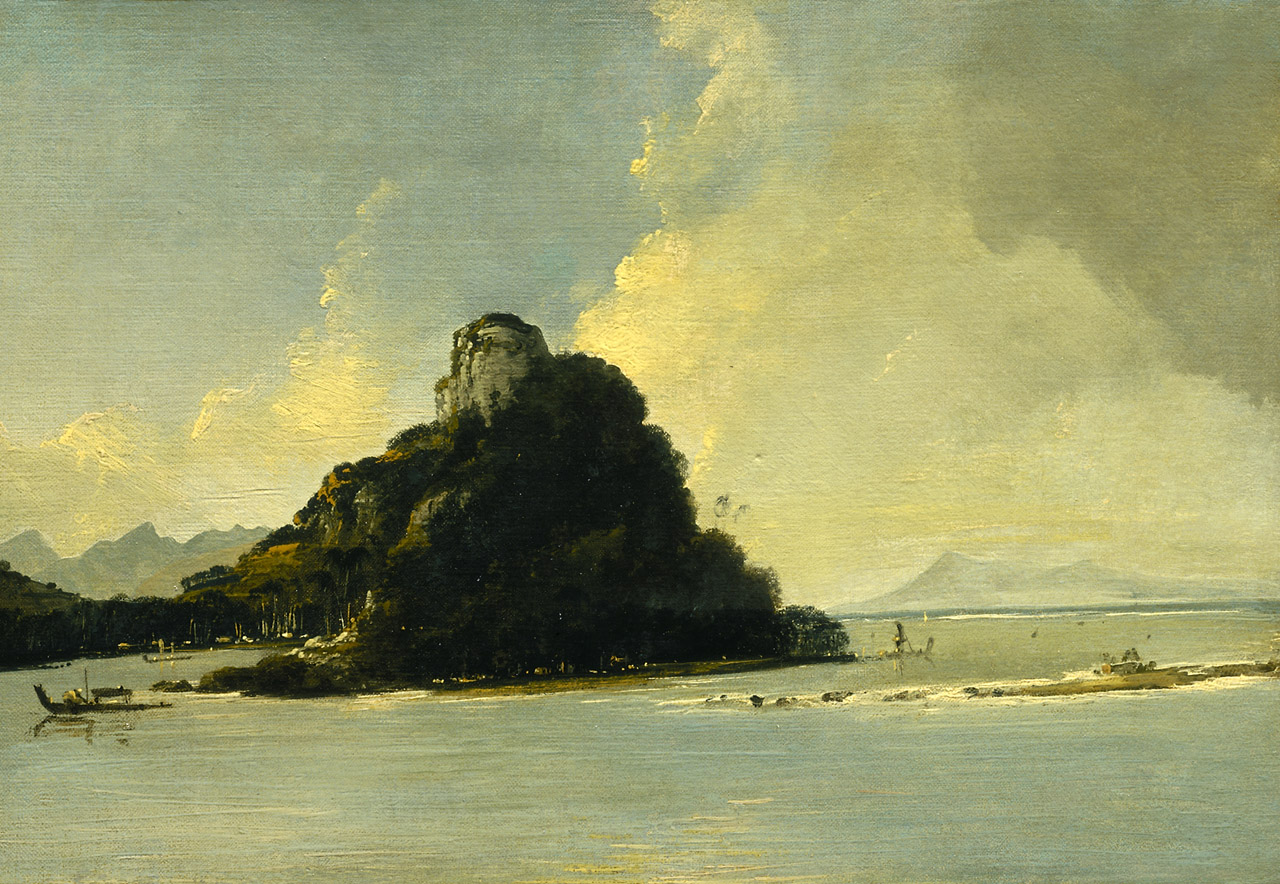
Insel Huahine, William Hodges, September 1773

- Da der Südwinter näherrückt, bewegte Cook sich danach auf die Tropen zu. Am 17. August trifft er auf Tahiti ein. Anfang September segelt er weiter und erreicht Anfang Oktober die Tongainseln ein, wo er sehr freundlich bewirtet wird, was ihn zur Bezeichnung Freundschaftsinseln veranlasst. Wie heute bekannt ist, verdankt er es nur einem Zufall, dass seine Gruppe in der Nacht nach einer der freundlichen Bewirtungen nicht niedergemetzelt wird. Ihren Plan führen die Insulaner nur wegen Streitigkeiten untereinander im letzten Moment nicht aus.
- Cook wendet sich wieder Richtung Neuseeland, das er am 21. Oktober sichtet. Am 30. Oktober verliert er in schwerem Wetter wieder den Kontakt zur Adventure und fährt die Küste entlang weiter. Am 25. November hinterlässt er am vereinbarten Ort in einer Flasche eine Nachricht für die Adventure, in der er seine beabsichtigte Route angibt. Dann wendet er sich nach Süden und überschreitet den 67. Breitengrad, bevor er am 24. Dezember wegen des Eises wieder Kurs Nord befiehlt.
- Cooks Reise wird von dem Naturforscher und Schriftsteller Georg Forster und dem Maler William Hodges festgehalten.

#### Nord- und Südamerika
- 26. Juli: In Brasilien entdeckt José Pinto Fonseca im Fluss Araguaia die Ilha do Bananal, die weltweit zweitgrößte Binneninsel.
- 16. Dezember: Als Indianer verkleidete Bostoner Bürger dringen in den Hafen ein und werfen Ladungen Tee der britischen East India Trading Company von drei dort vor Anker liegenden Schiffen ins Hafenbecken. Dieser Akt des Widerstandes gegen die britische Kolonialpolitik ist als „Boston Tea Party“ bekannt.
- Die Missouri haben den ersten Kontakt mit Weißen.[1]

### Wirtschaft
- In Island wird die private Druckerei Hrappseyjarprentsmiðjan gegründet.
- In Deutschland wird die erste Krankenkasse im schlesischen Breslau eingerichtet, die heute als DAK-Gesundheit firmiert.

### Wissenschaft und Technik
- 13. Oktober: Charles Messier entdeckt die Spiralgalaxie M 51, inzwischen auch Whirlpool-Galaxie genannt.
- Der französische Chemiker Hilaire-Marin Rouelle entdeckt Harnstoff.
- In Colmar wird die École militaire gegründet.
- Das Charleston Museum ist das älteste Museum Amerikas.

### Kultur

#### Architektur
- Das im Barockstil errichtete Schloss Benrath in Düsseldorf wird nach 18 Jahren unter der Leitung von Nicolas de Pigage im Auftrag des Kurfürsten Karl Theodor von der Pfalz fertiggestellt.

#### Bildende Kunst

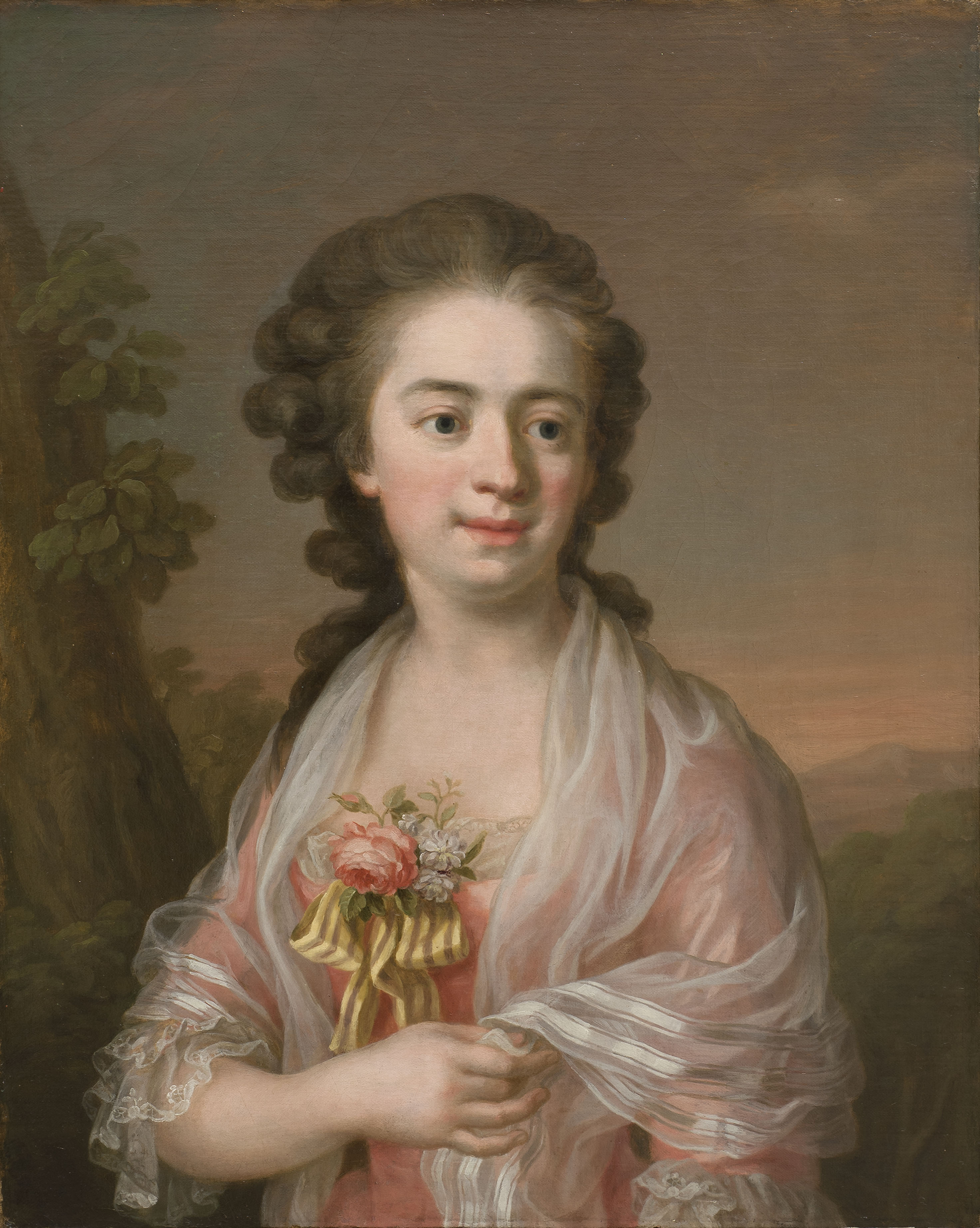
Ulrika Pasch. Selbstporträt (um 1770)

- Die 1753 gegründete Königliche Zeichenakademie in Stockholm erhält ihre erste Satzung. Vorbild ist die Kunstakademie in Paris (École des Beaux-Arts). Nun werden auch Fächer wie Architektur, Anatomie, Grafik, Perspektivlehre und Kulturgeschichte unterrichtet, und die kleine Zeichenakademie erhält den Namen Königliche Maler- und Bildhauerakademie. Unter den neu aufgenommenen Mitgliedern befindet sich auch Ulrika Pasch als erste und für fast ein Jahrhundert einzige Frau.
- Die Kunsthochschule Hierdoor tot Hooger wird in Rotterdam gegründet.

#### Musik und Theater
- 18. Januar: Unter König Gustav III. beginnen im Stockholmer Bollhuset Opernaufführungen in Schweden.
- 28. Mai: Die Oper Alceste von Anton Schweitzer mit dem Libretto von Christoph Martin Wieland wird am Hoftheater Weimar durch die Truppe von Abel Seyler uraufgeführt.
- 8. Juni: Das dramma giocoso La locandiera von Antonio Salieri nach dem gleichnamigen Bühnenstück von Carlo Goldoni hat seine Uraufführung mit einigem Erfolg am Wiener Burgtheater.
- 26. Juli: Die Uraufführung der Oper L’infedeltà delusa (Liebe macht erfinderisch) von Joseph Haydn findet in Esterház statt.
- 2. September: Auch die Uraufführung der Marionettenoper Philemon und Baucis von Joseph Haydn erfolgt in Esterház.

### Gesellschaft

Die Reise von Denis Diderot

Am 11. Juni beginnt Denis Diderots einjährige Russlandreise. Unterwegs trifft Diderot zahlreiche bedeutende Persönlichkeiten seiner Zeit. Im Oktober erreicht er Sankt Petersburg und wird ab 15. Oktober von Zarin Katharina der Großen zu regelmäßigen Audienzen empfangen.

### Religion
- 1. April: Im Auftrag des dänischen Königs Christian VII. erfolgt die Gründung der Stadt Christiansfeld in Nordschleswig durch die christliche Herrnhuter Brüdergemeine.
- 17. Juni: Die russische Zarin Katharina II. verspricht in einem Toleranzedikt das Dulden aller religiöser Bekenntnisse, nimmt davon aber Juden aus, die nach der ersten Teilung Polens in ihren Machtbereich geraten sind.
- 21. August: Der Jesuitenorden wird durch Papst Clemens XIV. mit dem Breve Dominus ac redemptor noster aufgehoben. Dieser wird erst 1814 durch Papst Pius VII. wieder zugelassen.

### Katastrophen
- 29. Juni: Antigua Guatemala, Hauptstadt der spanischen Kolonien in Mittelamerika, wird durch ein schweres Erdbeben völlig zerstört.

## Geboren

### Erstes Quartal
- 06. Januar: Bonifaz Kaspar von Urban, Erzbischof von Bamberg († 1858)
- 14. Januar: William Pitt Amherst, britischer Politiker und Staatsmann († 1857)
- 14. Januar: Catherine Pakenham, britische Adelige und Ehefrau von Arthur Wellesley, 1. Duke of Wellington († 1831)
- 14. Januar: Nathaniel Silsbee, US-amerikanischer Politiker († 1850)
- 15. Januar: Antoine-Léonard de Chézy, französischer Orientalist († 1832)
- 17. Januar: Friedrich Magnus von Bassewitz, Regierungspräsident in Potsdam († 1858)
- 17. Januar: Johann Christian August Heinroth, deutscher Psychiater († 1843)
- 17. Januar: Johannes Herzog, Schweizer Politiker und Unternehmer († 1840)
- 20. Januar: Henry Wellesley, englischer Staatsmann und Diplomat († 1847)
- 20. Januar: Theodor von Schön, preußischer Oberpräsident der Provinz Preußen von 1824 bis 1842 († 1856)
- 21. Januar: Clemens August Droste zu Vischering, preußischer Erzbischof des Erzbistums Köln († 1845)
- 22. Januar: René Charles Guilbert de Pixérécourt, französischer Theaterautor († 1844)
- 25. Januar: Georg Karl Friedrich Emmrich, deutscher evangelischer Geistlicher und Pädagoge († 1837)
- 27. Januar: Augustus Frederick, britischer Prinz († 1843)

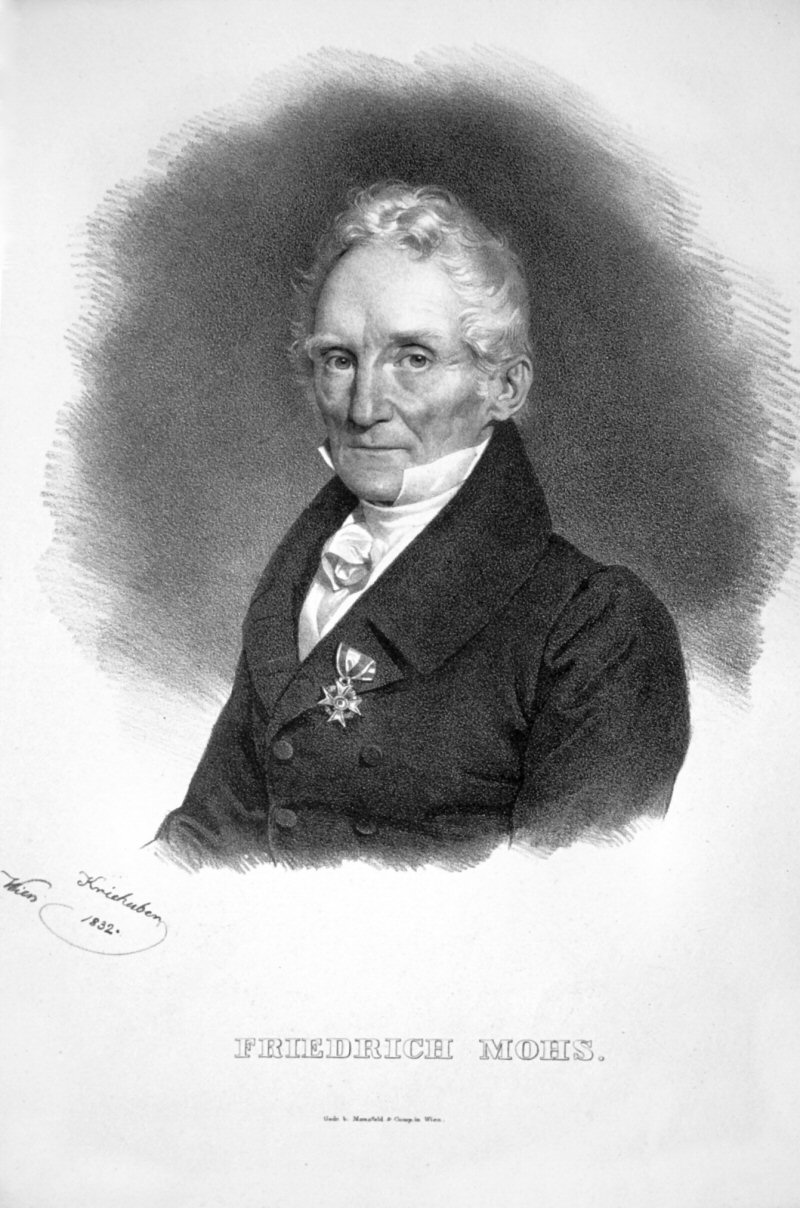
Friedrich Mohs, 1832

- 29. Januar: Friedrich Mohs, deutscher Mineraloge († 1839)
- 02. Februar: Vincenc Tuček, tschechischer Komponist († 1820)
- 04. Februar: Ludwig von Wolzogen, preußischer General der Infanterie († 1845)
- 09. Februar: William Henry Harrison, US-amerikanischer General und Präsident († 1841)
- 12. Februar: Jacques Dupré, US-amerikanischer Politiker († 1846)
- 22. Februar: Martin Friedrich Arendt, deutscher Botaniker und Altertumsforscher († 1823)
- 22. Februar: Mathieu Ignace van Brée, belgischer Maler, Bildhauer und Architekt († 1839)
- 23. Februar: Daniel Heinrich Delius, preußischer Regierungspräsident († 1832)
- 24. Februar: Johann Nepomuk von Chotek, böhmischer Kunstmäzen († 1824)
- 24. Februar: Charlotte Kanitz, deutsche Schriftstellerin († 1826)
- 02. März: August Schumann, deutscher Buchhändler, Verleger und Lexikograf († 1826)
- 04. März: Jean-Chrysostôme Bruneteau de Sainte-Suzanne, französischer General († 1830)
- 04. März: José Casimiro Rondeau Pereyra, argentinischer General († 1844)
- 14. März: John Holmes, US-amerikanischer Politiker († 1843)
- 15. März: François René Gebauer, französischer Komponist und Dirigent († 1845)
- 26. März: Nathaniel Bowditch, US-amerikanischer Mathematiker, Astronom und Physiker († 1838)
- 28. März: Henri-Gratien Bertrand, französischer General († 1844)

### Zweites Quartal
- 04. April: Étienne-Maurice Gérard, französischer General und Staatsmann († 1852)
- 06. April: James Mill, englischer Historiker und Ökonom († 1836)
- 07. April: Charles Nicolas d’Anthouard de Vraincourt, französischer Divisionsgeneral der Artillerie († 1852)
- 08. April: Giuseppina Grassini, italienische Opernsängerin († 1850)
- 11. April: Georg August von Auenfels, österreichischer Generalmajor und Ritter des Militär-Maria-Theresia-Ordens († 1852)
- 14. April: Jean-Baptiste de Villèle, französischer Staatsmann († 1854)
- 18. April: Wilhelm von Brockhausen, preußischer General († 1858)
- 19. April: John Wayles Eppes, US-amerikanischer Politiker († 1823)
- 19. April: Josefa Ortiz de Domínguez, mexikanische Nationalheldin († 1829)
- 28. April: Robert Woodhouse, britischer Professor der Mathematik († 1827)
- 02. Mai: Henrich Steffens, norwegischer Philosoph, Naturforscher und Dichter († 1845)
- 03. Mai: Giuseppe Acerbi, italienischer Reisender, Zoologe und Naturforscher († 1846)
- 06. Mai: Philipp Merian, Schweizer Handelsmann und Stiftungsgründer († 1848)
- 13. Mai: Jacques Delisse, französischer Apotheker und Botaniker († 1856)
- 13. Mai: Jean-Frédéric d’Ostervald, Schweizer Kartograph († 1850)

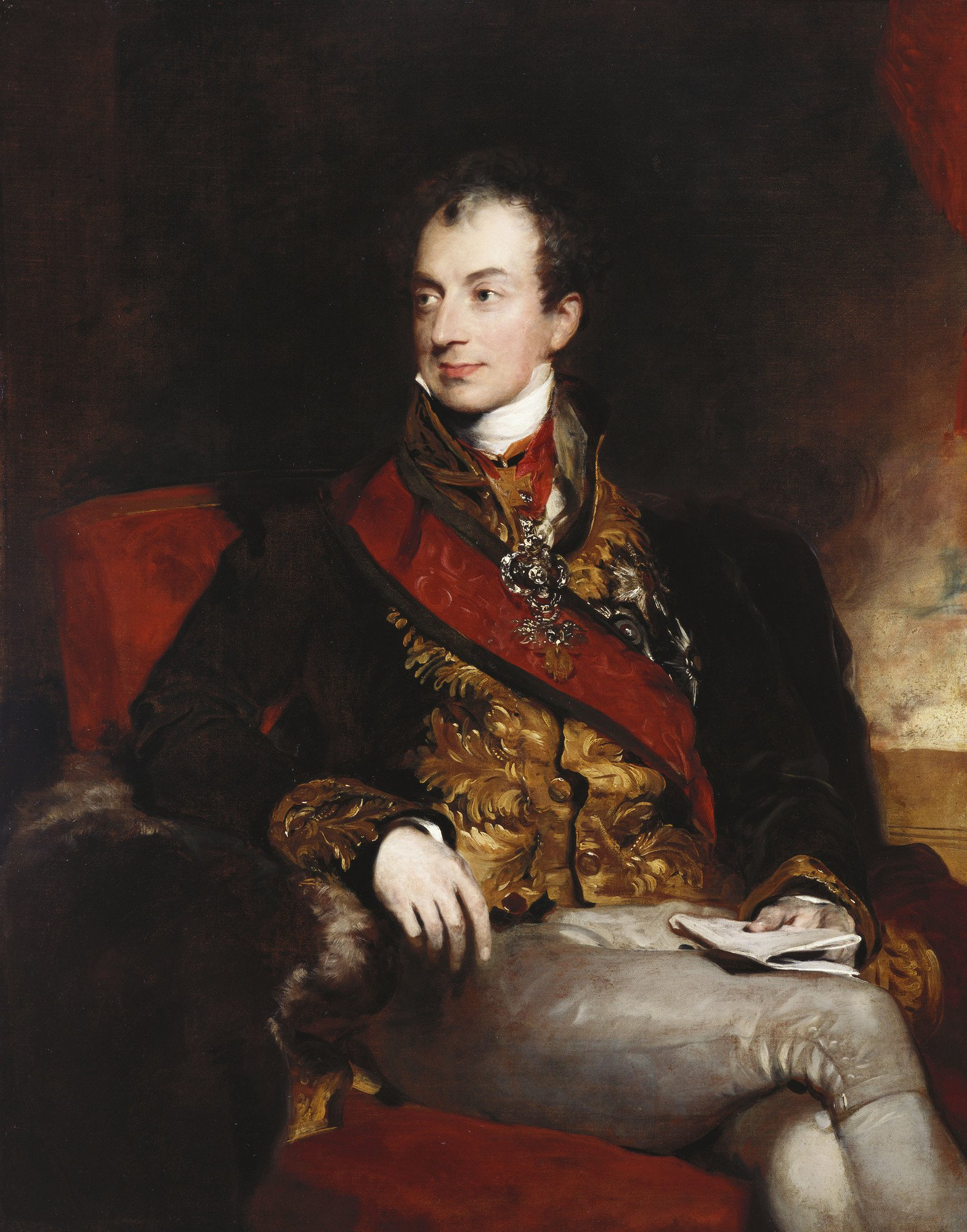
Klemens Wenzel von Metternich

- 15. Mai: Klemens Wenzel Lothar von Metternich, österreichischer Staatsmann († 1859)
- 19. Mai: Arthur Aikin, englischer Chemiker, Mineraloge und Autor († 1854)
- 19. Mai: Tobias Feilner, deutscher Tonwarenfabrikant († 1839)
- 23. Mai: Georg Gottlieb Ammon, deutscher Pferdezüchter und Autor († 1839)
- 29. Mai: Ernst von Schwarzenberg, preußischer Bischof, Komponist und Domherr in Köln († 1821)
- 30. Mai: Emmerich Joseph von Dalberg, badischer Diplomat und französischer Politiker († 1833)

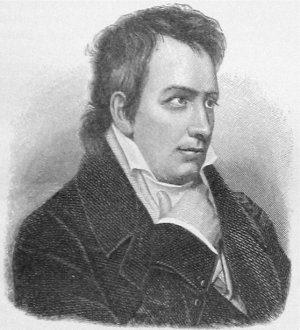
Ludwig Tieck, 1838

- 31. Mai: Ludwig Tieck, deutscher Schriftsteller und Übersetzer († 1853)
- 03. Juni: Frédéric Guillaume de Donop, französischer General deutscher Abstammung († 1815)
- 05. Juni: Kaspar Georg Karl Reinwardt, deutscher Naturforscher und Botaniker in den Niederlanden († 1854)
- 10. Juni: Charles-Simon Catel, französischer Komponist und Professor († 1830)
- 12. Juni: Amschel Mayer Rothschild, deutscher Bankier († 1855)
- 13. Juni: Thomas Young, britischer Mediziner († 1829)
- 15. Juni: Johann David Heegewaldt, preußischer Geheimer Hofrat († 1850)
- 20. Juni: Peter Early, US-amerikanischer Politiker († 1817)
- 28. Juni: Frédéric Cuvier, französischer Zoologe und Physiker († 1838)

### Drittes Quartal
- 03. Juli: Christine Boyer, Ehefrau von Lucien Bonaparte († 1800)
- 05. Juli: Johanna Elisabeth Bichier des Ages, französische Ordensgründerin und Heilige († 1838)
- getauft am 6. Juli: Wenzel Matiegka, tschechischer Komponist († 1830)
- 11. Juli: Pío de Tristán, formell letzter spanischer Vizekönig in Peru und Präsident der Republik Süd-Peru († 1860)
- 12. Juli: John Rowan, US-amerikanischer Politiker († 1843)
- 13. Juli: Wilhelm Heinrich Wackenroder, deutscher Jurist und Schriftsteller († 1798)
- 16. Juli: Josef Jungmann, tschechischer Philologe und Dichter († 1847)
- 16. Juli: Thomas Worthington, US-amerikanischer Politiker († 1827)
- 18. Juli: Johann Karl Heinrich von Zobel, deutscher lutherischer Theologe und Ehrenbürger von Borna († 1849)
- 27. Juli: Jacob Aall, norwegischer Politiker († 1844)
- 27. Juli: Peter Wilhelm Behrends, preußischer evangelischer Pfarrer († 1854)
- 27. Juli: Luisa Maria von Neapel-Sizilien, Großherzogin der Toskana († 1802)
- 31. Juli: Thérésia Cabarrus, französische Kurtisane, bekannt als Madame Tallien († 1835)
- 31. Juli: Franz Anton Mayer, deutscher Pfarrer, Heimatforscher und Archäologe († 1854)
- 01. August: Ignaz Anton Demeter, badischer Erzbischof von Freiburg († 1842)
- 01. August: Johann August Heinrich Tittmann, deutscher Theologe und Philosoph († 1831)
- 05. August: Ludwig I., König von Etrurien († 1803)
- 14. August: Charles Humphrey Atherton, US-amerikanischer Politiker († 1853)
- 14. August: Peter Buell Porter, US-amerikanischer Politiker und Armeeoffizier († 1844)
- 21. August: Johann Christoph Bauriegel, deutscher Pädagoge († 1850)
- 21. August: Jens Christian Djurhuus, färöischer Bauer und der erste Dichter, der auf Färöisch schrieb († 1853)
- 22. August: Charles Dominique Joseph Bouligny, US-amerikanischer Politiker († 1833)
- 22. August: Franz Bogislaus Westermeier, deutscher evangelischer Theologe († 1831)
- 23. August: Jakob Friedrich Fries, deutscher Philosoph († 1843)
- 29. August: Aimé Bonpland, französischer Naturforscher († 1858)
- 29. August: Raphael Georg Kiesewetter, österreichischer Musikhistoriker, Vizepräsident der Wiener Gesellschaft der Musikfreunde († 1850)
- 02. September: Louis-Auguste-Victor de Ghaisnes de Bourmont, französischer General, Marschall und Pair von Frankreich († 1846)
- 03. September: Jakob Gauermann, deutscher Maler, Zeichner und Kupferstecher († 1843)
- 03. September: Heinrich August Rothe, deutscher Mathematiker († 1842)
- 07. September: Karl Friedrich von Jariges, deutscher Jurist, Schriftsteller und Übersetzer († 1826)
- 11. September: Christian Gottfried Lorsch, erster Bürgermeister der Stadt Nürnberg († 1830)
- 12. September: Gustav Maximilian von Croÿ, Kardinal und Erzbischof von Rouen († 1844)
- 14. September: Charles Lefebvre-Desnouettes, französischer General († 1822)
- 18. September:  Friedrich Carl August Rücker, deutscher Buchhändler und Verleger († 1837)
- 19. September: Jan Isaac Wolterbeek, niederländischer Mediziner († 1853)

### Viertes Quartal

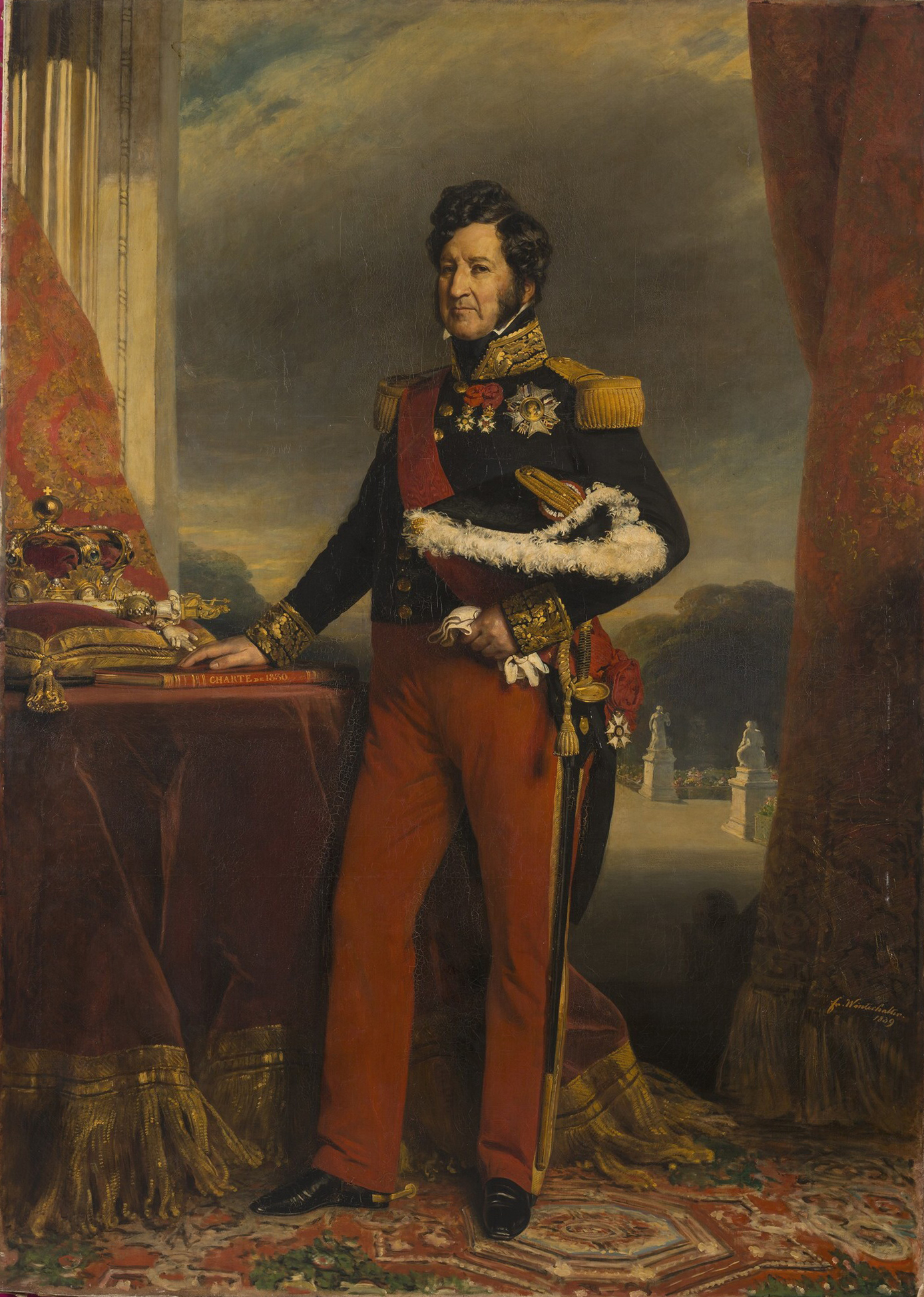
König Louis-Philippe I.

- 06. Oktober: Ludwig Philipp, König der Franzosen († 1850)
- 08. Oktober: Alexandrine-Sophie Goury de Champgrand, französische Komponistin, Theater- und Romanautorin († 1860)
- 12. Oktober: Granville Leveson-Gower, britischer Staatsmann und Diplomat († 1846)
- 24. Oktober: John Elliott, US-amerikanischer Politiker († 1827)
- 25. Oktober: Claude Charles Aubry de La Boucharderie, französischer Divisionsgeneral († 1813)
- 28. Oktober: Gotthard Emanuel von Aderkas, deutsch-baltischer Diplomat und Verwaltungsbeamter († 1861)
- 28. Oktober: Konstanty Adam Czartoryski, polnischer Offizier und Kunstsammler († 1860)
- 01. November: Josef Klieber, österreichischer Bildhauer und Maler († 1850)
- 01. November: Maria Theresia von Österreich-Este, Königin von Sardinien-Piemont († 1832)
- 02. November: Joseph von Frank, deutscher Gutsbesitzer und Politiker († 1824)
- 05. November: Friedrich Ludwig Karl von Preußen, preußischer Prinz († 1796)
- 13. November: Jean-Baptiste Leschenault de La Tour, französischer Botaniker und Ornithologe († 1826)
- 14. November: Stapleton Cotton, 1. Viscount Combermere, britischer Feldmarschall († 1865)
- 15. November: Joseph Léopold Sigisbert Hugo, französischer General († 1828)
- 17. November: Mihály Csokonai Vitéz, ungarischer Dichter († 1805)
- 18. November: Tokugawa Ienari, 11. Shōgun der Edo-Zeit in Japan  († 1841)
- 28. November: Johann von Wessenberg, österreichischer Staatsmann und Diplomat († 1858)
- 29. November: Johann Friedrich Basilius Wehber-Schuldt, deutscher Gutsbesitzer und Freimaurer († 1840)
- 09. Dezember: Armand de Caulaincourt, französischer General und Staatsmann († 1827)
- 09. Dezember: Karl Christian von Mann genannt Tiechler, deutscher Jurist und Herausgeber († 1837)
- 12. Dezember: Robert Surcouf, französischer Marineoffizier und Kaperer († 1827)
- 17. Dezember: Johann Hartmann Bernhard, deutscher Orgelbauer († 1839)
- 17. Dezember: Sylvain-Charles Valée, französischer General und Marschall von Frankreich († 1846)
- 18. Dezember: Carlo Steeb, deutscher Priester, Ordensgründer in Verona, Seliger der katholischen Kirche († 1856)
- 21. Dezember: Robert Brown, schottischer Botaniker († 1858)
- 22. Dezember: Georg Joseph Gruber, deutscher Kaufmann, Gastwirt und Politiker († 1819)
- 24. Dezember: Joseph Woelfl, österreichischer Pianist und Komponist († 1812)
- 25. Dezember: Karl Söffner, preußischer Jurist († 1837)
- 27. Dezember: George Cayley, englischer Erfinder der Wissenschaft des Fluges († 1857)
- 28. Dezember: Friedrich von Treuberg, bayerischer Generalleutnant († 1831)
- 30. Dezember: Ludwig von Borstell, preußischer General der Kavallerie († 1844)

### Genaues Geburtsdatum unbekannt
- Louis Jeremiah Abershawe, englischer Straßenräuber († 1795)
- Samuel Anderson, US-amerikanischer Politiker († 1850)
- Lino Gallardo, venezolanischer Komponist († 1837)
- Karl Johann Christian Grapengiesser, deutscher Arzt († 1813)
- Christian Gotthard Kettembeil, Kaufmann und Theaterleiter († 1850)
- Joseph Saunders, englischer Druckgraphiker († 1853)
- Isham Talbot, US-amerikanischer Politiker († 1837)

## Gestorben

### Erstes Halbjahr
- 06. Januar: Pjotr Semjonowitsch Saltykow, russischer Feldmarschall (* 1700)
- 12. Januar: Jakob von Eggers, preußischer General (* 1704)
- 21. Januar: Alexis Piron, französischer Jurist und Schriftsteller (* 1689)
- 30. Januar: Johann Michael Stock, deutscher Zeichner und Kupferstecher (* 1737)
- 13. Februar: Pietro Bracci, italienischer Bildhauer (* 1700)
- 17. Februar: Namiki Shōzō I., japanischer Kabuki- und Bunrakuautor (* 1730)
- 20. Februar: Karl Emanuel III., König von Sardinien-Piemont und Herzog von Savoyen (* 1701)
- 01. März: Luigi Vanvitelli, italienischer Architekt (* 1700)
- 08. März: Otto Gebhard, bayerischer Maler (* 1703)
- 20. März: Gottlob Curt Heinrich von Tottleben, sächsischer Abenteurer und russischer General (* 1715)
- 02. April: Joseph Ignaz Schilling, deutscher Maler (* 1702)
- 03. April: Adam Gottlob Schirach, sorbischer Pfarrer, Physikotheologe und Schriftsteller (* 1724)
- 13. April: Giacomo Fontana, polnischer Architekt (* 1710)
- 18. April: Friedrich von Ahlefeldt, dänischer Offizier und Gutsherr (* 1702)
- 19. April: Florian Johann Deller, österreichischer Komponist und Violinist (* 1729)
- 23. April: Johann Cronthaler, österreichischer Orgelbauer (* um 1700)
- 24. April: Andreas Jäger, deutscher Orgelbauer (* 1704)
- 03. Mai: Ernst Thom, deutscher Literaturwissenschaftler, Rhetoriker, Ethnologe und Ökonom (* 1713)
- 06. Mai: Johann Tilemann, deutscher Hochschullehrer (* 1696)
- 07. Mai: Christian Gottlieb Ludwig, deutscher Arzt und Botaniker (* 1709)
- 14. Mai: Ehrenreich Gerhard Coldewey, deutscher Gelehrter, Jurist, Poet und Kenner der ostfriesischen Geschichte (* 1702)
- 20. Mai: Johann Konrad Spörl, deutscher evangelischer Theologe (* 1701)
- 24. Mai: Jan Zach, tschechischer Komponist und kurfürstlich Mainzer Hofkapellmeister (* 1713)
- 28. Mai: Georg Gottlob Richter, deutscher Mediziner (* 1694)
- 03. Juni: Johann Ludwig Konrad Allendorf, deutscher Pädagoge, lutherischer Pfarrer und Dichter von Kirchenliedern (* 1693)
- 18. Juni: Johann Christian Seidel, deutscher evangelischer Theologe und Astronom (* 1699)
- 20. Juni: Georg Christian Füchsel, deutscher Geologe (* 1722)

### Zweites Halbjahr
- 12. Juli: Johann Joachim Quantz, deutscher Musiker und Komponist (* 1697)
- 14. Juli: James O’Hara, 2. Baron Tyrawley, britischer Gouverneur von Menorca und Gibraltar (* 1681/82)
- 21. Juli: Sauveur François Morand, französischer Chirurg (* 1697)
- 27. Juli: Johann Siegmund Hahn, deutscher Arzt und Stadtphysikus in Schweidnitz (* 1696)
- 26. August: Georg Friedrich Schmahl, deutscher Orgelbauer (* 1700)
- 28. August: John Ranby, englischer Arzt und Militärchirurg (* 1703)
- 31. August: Pjotr Grigorjewitsch Tschernyschow, russischer Diplomat (* 1712)
- 01. September: John Tarleton, britischer Kaufmann und Bürgermeister von Liverpool (* 1719)
- 25. September: Johan Ernst Gunnerus, norwegischer Bischof, Botaniker, Ornithologe und Zoologe (* 1718)
- 20. Oktober: Hieronymus II. Held, Abt des Zisterzienserklosters in Ebrach (* 1694)

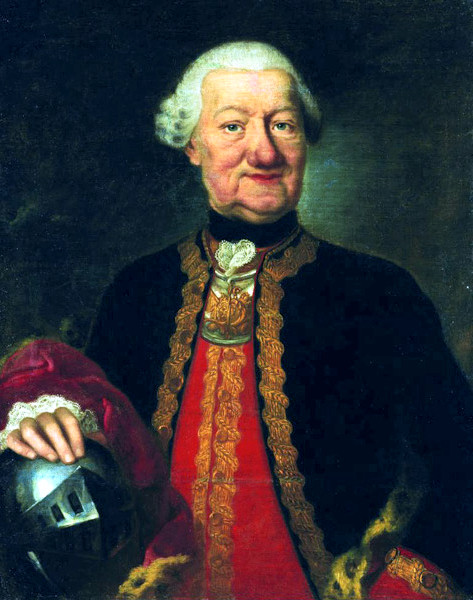
Johann Conrad Schlaun,
um 1760/1770

- 21. Oktober: Johann Conrad Schlaun, deutscher Baumeister (* 1695)
- 30. Oktober: Philippe de La Guêpière, französischer Architekt (* 1715)
- 07. November: Anna Charlotte, Prinzessin von Lothringen, Äbtissin von Remiremont und Sainte-Waudru und Koadjutrix im Stift Essen und im Reichsstift Thorn (* 1714)
- 08. November: Friedrich Wilhelm von Seydlitz, preußischer Kavallerieoffizier (* 1721)
- 10. November: Philipp Friedrich Krutisch, königlicher Hofgärtner in Sanssouci (* 1713)
- 15. November: Bernard Gates, englischer Komponist, Chorsänger und -leiter (* 1686)
- 17. November: Laurent Angliviel de La Beaumelle, französischer Schriftsteller und Bibliothekar (* 1726)
- 18. November: Johann Caspar Heimburg, deutscher Rechtswissenschaftler (* 1702)
- 20. November: Charles Jennens, englischer Grundbesitzer, Mäzen und Librettist (* 1700 oder 1701)
- 04. Dezember: Johann Thomas Richter, kursächsischer Kammerrat, Kunst- und Altertumssammler (* 1728)
- 05. Dezember: Johann Christian Dotzauer, deutscher Orgelbauer (* 1696)
- 14. Dezember: Johann Lorenz Bach, deutscher Komponist (* 1695)
- 14. Dezember: José Joaquín de Viana, spanischer Politiker und Militär baskischer Herkunft, Gouverneur von Montevideo (* 1718)
- 24. Dezember: Ludwig van Beethoven, deutscher Sänger, Großvater des gleichnamigen Komponisten (* 1712)

### Genaues Todesdatum unbekannt
- Paolo Anesi, italienischer Landschaftsmaler (* 1697)